# Reveillon da Baixada
O Réveillon da Baixada é um projeto, oficializado em 30 de setembro de 2009, que prevê a realização de grandes festas de réveillon nos municípios da Baixada Fluminense, no estado do Rio de Janeiro, no Brasil. Trata-se de uma parceria da Globo Rio, Central Única das Favelas e da união de treze municípios daquela região (Belford Roxo, Duque de Caxias, Guapimirim, Itaguaí, Japeri, Magé, Mesquita, Nilópolis, Nova Iguaçu, Paracambi, Queimados, São João de Meriti e Seropédica).
A intenção dos idealizadores, além de integrar os municípios, é trazer novas experiências culturais aos moradores daquelas cidades, garantindo-lhes a possibilidade de presenciar as grandes festas de ano-novo sem que, para isso, tenham que se deslocar para a Praia de Copacabana, no município vizinho do Rio de Janeiro, palco de uma das maiores festas de réveillon do mundo. Segundo os idealizadores, a ideia é realizar, a cada ano, o réveillon em um município diferente da Baixada Fluminense.

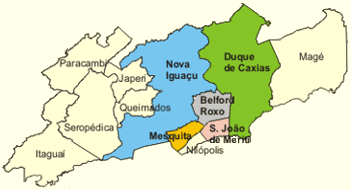
Municípios da Baixada Fluminense

## História
A primeira edição do do projeto foi realizado na virada de 2009/2010, com a comemoração do primeiro réveillon da Baixada Fluminense, em Nova Iguaçu, município previamente escolhido pelos idealizadores do evento. A comemoração se deu na Via Light, um dos principais acessos à cidade, que ficou fechada a partir das dezoito horas do dia 31 de dezembro de 2009, no trecho compreendido entre as ruas Coronel Francisco Soares e Oscar Soares. O palco foi montado em formato de concha acústica e sustentou shows de diversas atrações, como os cantores Benito di Paula e Gustavo Lins, as bandas de forró Calcinha Preta e Pimenta do Reino, a bateria da escola de samba Unidos da Tijuca, dentre outros.
A expectativa de público era de 50 000 pessoas. Contudo, segundo a prefeitura, o público presente foi em torno de 20 000 pessoas.
A contagem regressiva dos últimos dez segundos de 2009 (o que também é uma tradição do réveillon de Copacabana), foi feita por Lindberg Farias, prefeito da cidade, o ator Humberto Martins e a cantora Nega Gizza, principal representante do projeto.
Uma das grandes promessas do réveillon da primeira edição do Réveillon da Baixada foi não deixar a desejar em relação ao tradicional réveillon de Copacabana, principalmente em termos de fogos de artifício. E logrou êxito no primeiro ano do evento, com cerca de 16 000 disparos de fogos em três níveis dos mais diversos formatos de efeitos visuais, que durou cerca de quinze minutos. O ponto forte dos efeitos foi uma tempestade chinesa, com aparência de gotas  e um turbilhão no formato de uma bomba cilíndrica com aspecto de furacão.
A queima de fogos foi acionada na vila olímpica do município de Nova Iguaçu, no primeiro segundo do ano de 2010 e pôde ser assistida não só no local, mas também em municípios vizinhos, como Mesquita e Nilópolis. [carece de fontes?]
A escolha do município da Baixada que faria a segunda edição do Réveillon da Baixada seria definido no dia 9 de outubro, na Vila Olímpica de Nilópolis, através de gincanas entre alunos das redes municipal do próprio município, além de São João de Meriti, Seropédica e Caxias. São João de Meriti foi a escolhida para realizar o segundo ano do réveillon.

## Edições
| Ano  | Município          | Ref.        |
| 2010 | Nova Iguaçu        |             |
| 2011 | São João de Meriti | [ 5 ]       |
| 2012 | Duque de Caxias    |             |
| 2013 | Queimados          | [ 6 ]       |
| 2014 | Mesquita           | [ 7 ] [ 8 ] |